# Akbar

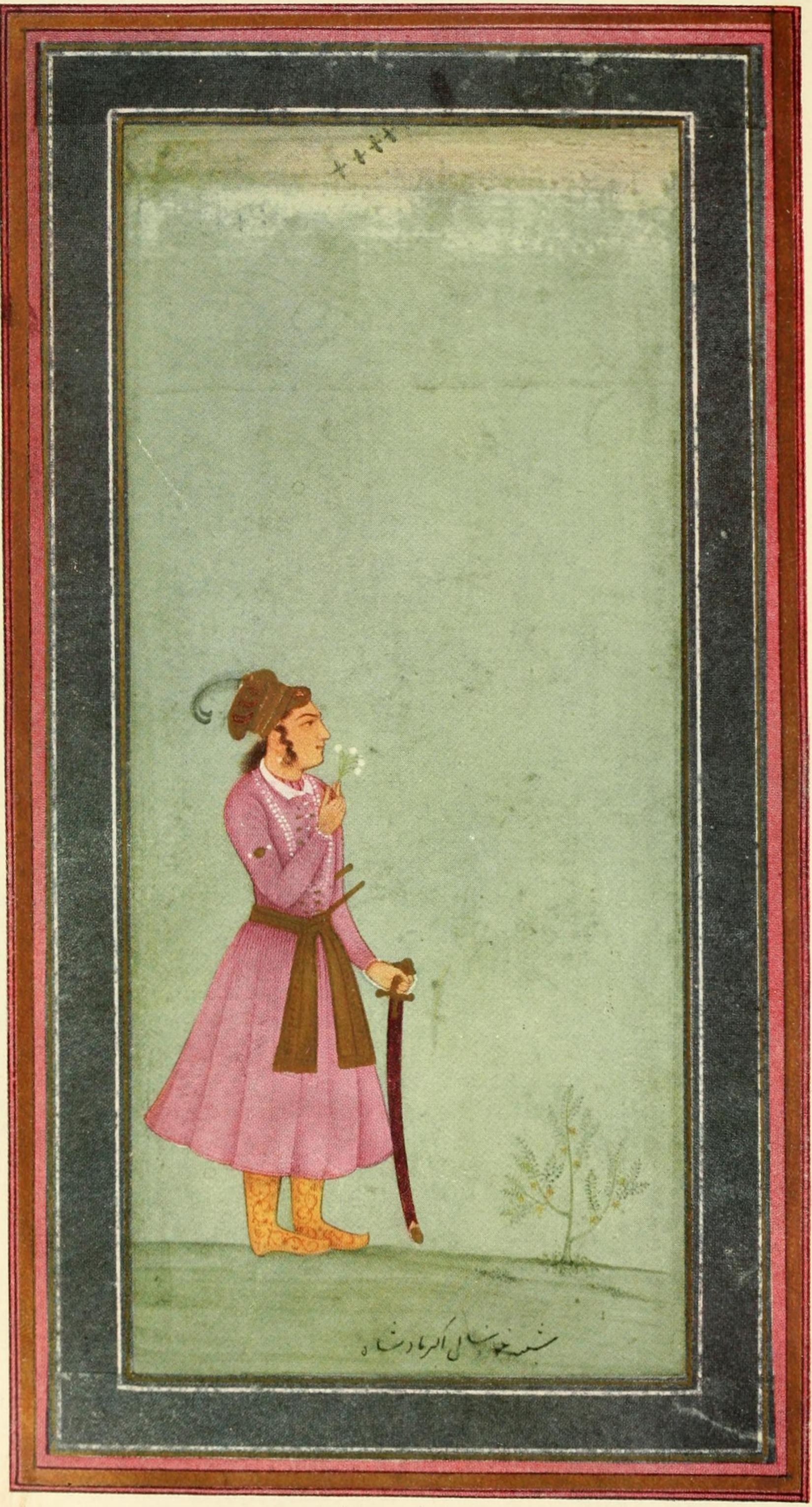
Akbar jako młodzieniec (ok. 1557 roku)

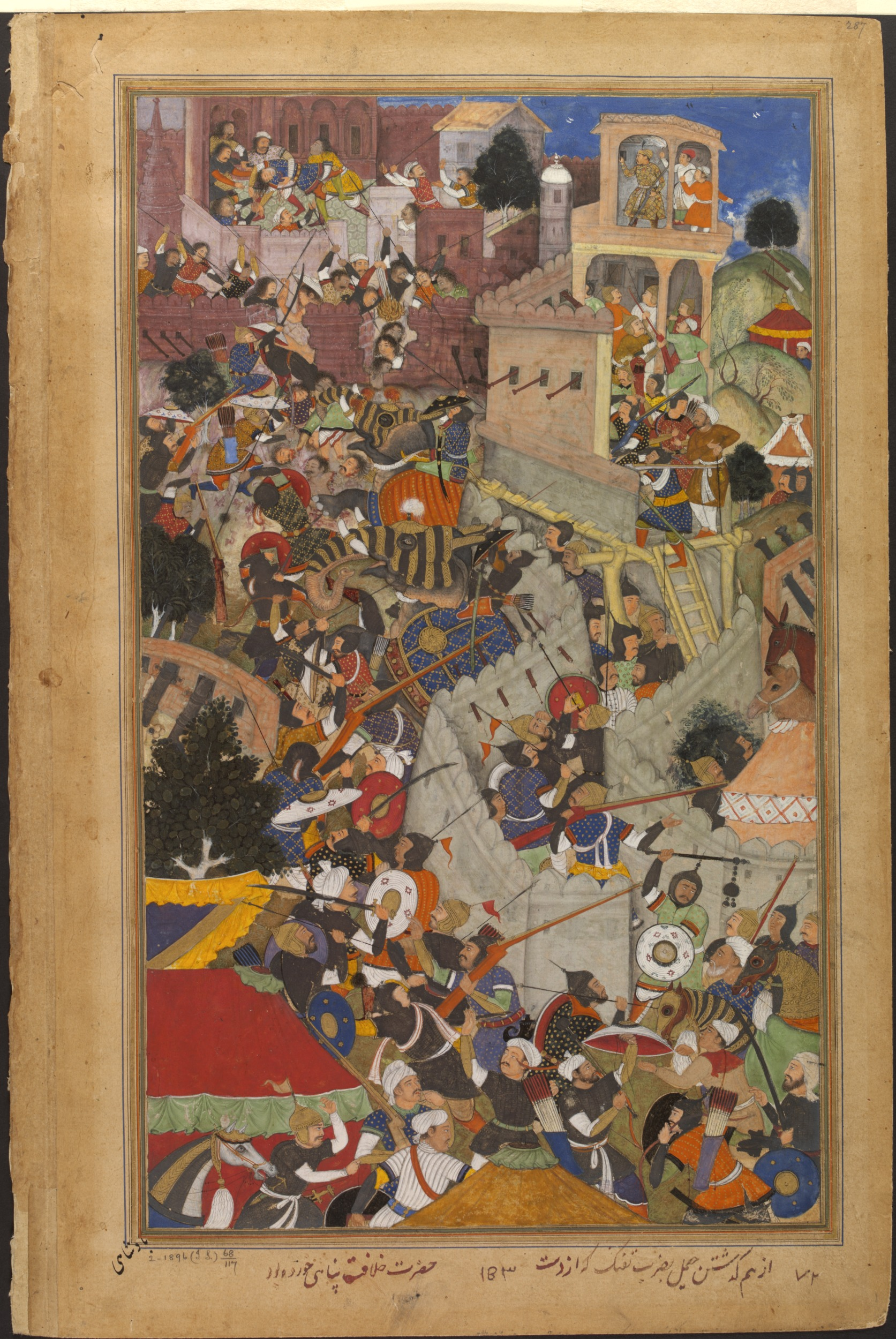
Oblężenie Ćitoru w 1568 roku

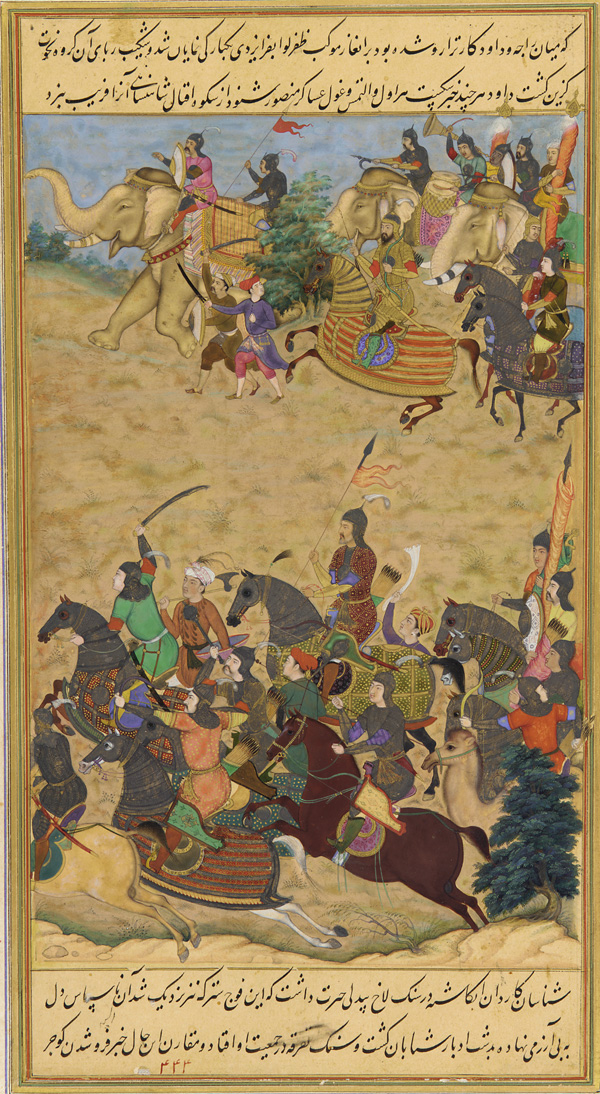
Wojska mogolskie ścigają armię władcy Bengalu, Dauda

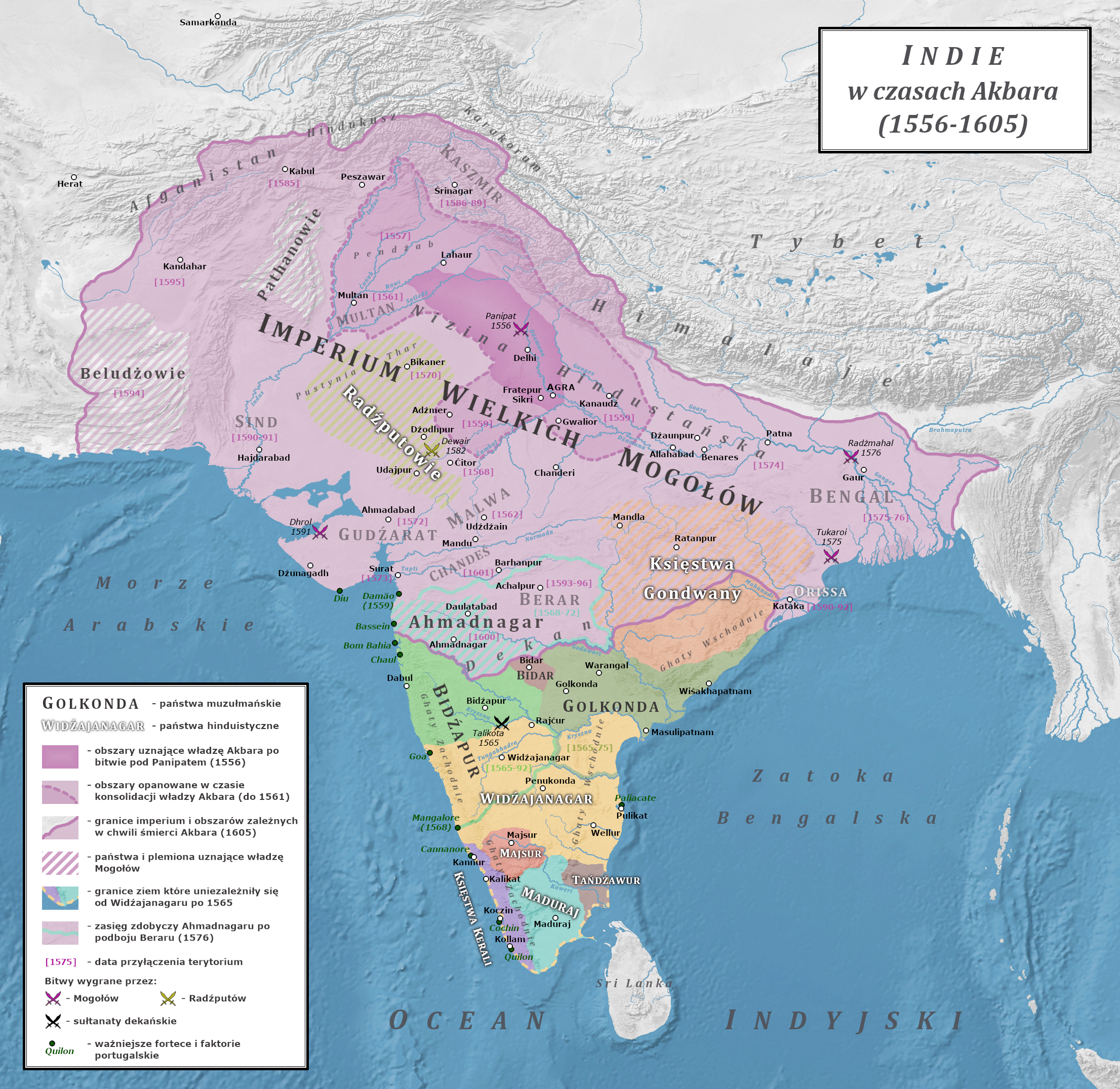
Indie za czasów Akbara (1556-1605)

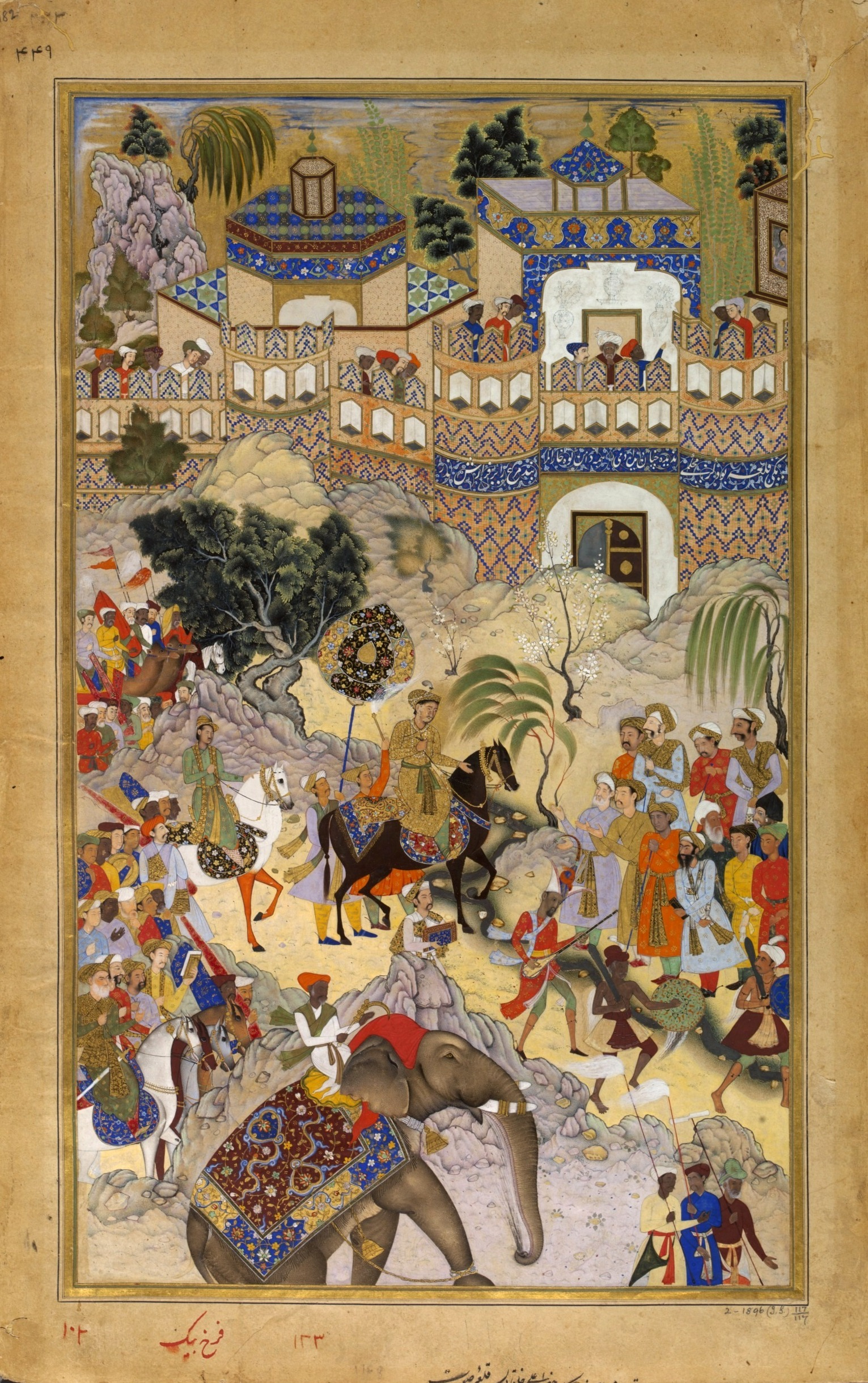
Uroczysty wjazd Akbara do Suratu

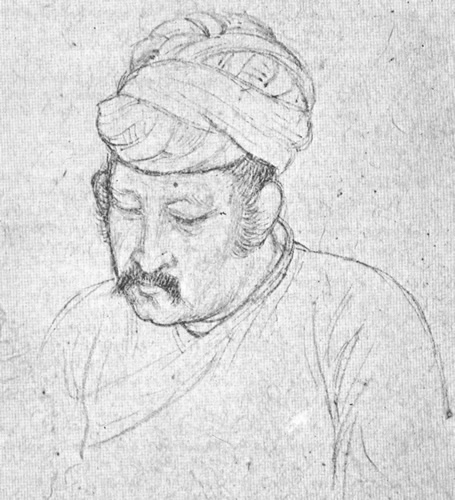
Portret Akbara u schyłku życia (1605). Prawdopodobnie najbardziej realistyczne przedstawienie cesarza

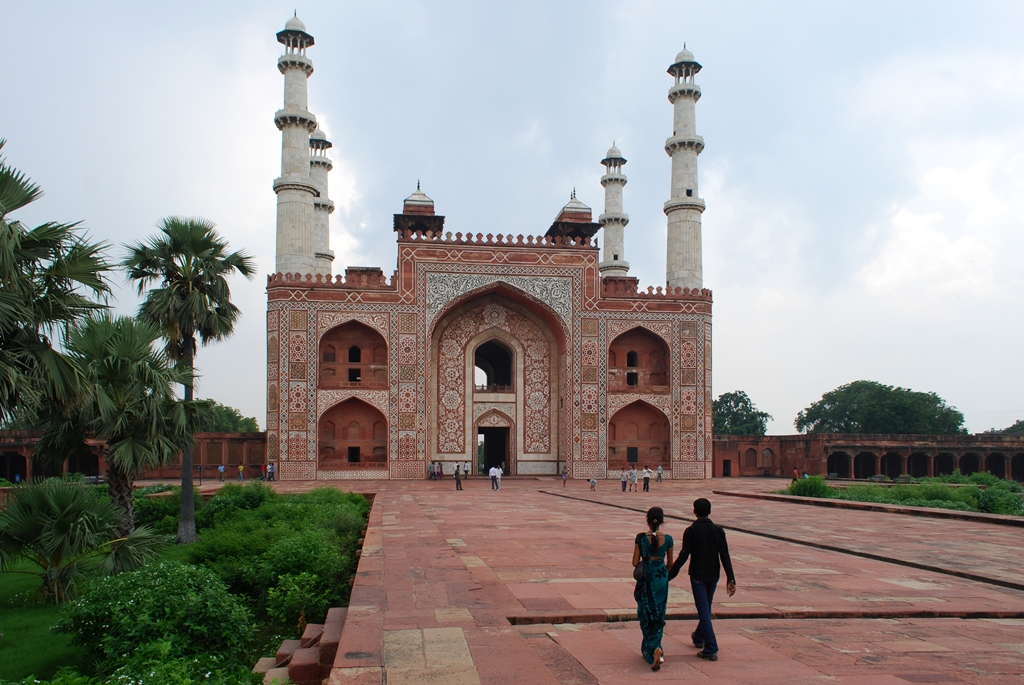
Mauzoleum Akbara wybudowane w latach 1605-13 przez jego syna Dżahangira

Dżalal ad-Din Muhammad Akbar (per. ابو الفتح جلال الدين محمد اكبر, arab. جلالالدين محمّد اكبر, ur. 15 października 1542 w Umarkot, Sindh (obecnie w Pakistanie), zm. 27 października 1605 w Agrze) – padyszach (cesarz) z dynastii Wielkich Mogołów w latach 1556–1605. Właściwy twórca potęgi mogolskiej w północnych Indiach. Uważany za najwybitniejszego, obok Aśoki, władcę w historii Indii. Zasłynął z tolerancji religijnej, która pozwoliła mu wzmocnić władzę w imperium zamieszkanym głównie przez hindusów i muzułmanów.

## Życiorys

### Wczesne lata
Urodził się jako Dżalal ad-Din Muhammad, syn padyszacha Humajuna i wnuk Babura, twórcy pierwszego państwa Mogołów w Indiach. W tym czasie jego rodzice: Humajun i Hamida Banu żyli na wygnaniu i tułali się po pustyniach i górach zachodnich rubieży Indii wraz z garstką najwierniejszych ludzi. Ojciec Akbara trzy lata wcześniej utracił władzę w Delhi i państwo stworzone przez dziadka na rzecz Szer Szaha Suri, twórcy nowego imperium. Niedługo po narodzinach księcia obóz Humajuna został zaatakowany przez jego brata Askariego, władcę Kandaharu. Rodzice zdołali zbiec, ale nie mogli ryzykować życia niemowlęcia zimową przeprawą przez góry. W ten sposób mały Akbar trafił na dwór stryja do Kandaharu, gdzie opiekę nad nim przejęła żona Askariego, Sultan Begum. Tymczasem jego rodzice udali się do Persji Safawidów, gdzie szach Persji Tahmasp I ugościł ich i udzielił wsparcia. Dzięki pozyskanym tam posiłkom Humajun zdobył we wrześniu 1545 roku Kandahar, a w listopadzie Kabul usuwając stamtąd drugiego ze swych braci, Kamrana. Akbar dorastał więc na dworze rodziców w Afganistanie, wśród planów odzyskania utraconego dziedzictwa w Indiach. Humajun starał się sprowadzać dla następcy najlepszych nauczycieli, lecz Akbar odmawiał nauki czytania i pisania i cieszył się jedynie z ćwiczeń fizycznych. Z czasem jednak nabrał upodobania do poezji sufickiej i przyswoił nauki o tolerancji religijnej, co miało duże znaczenie dla charakteru jego przyszłych rządów.
Okazja do powrotu do Indii nadarzyła się kilka lat później. Po śmierci Szer Szaha (1545) oraz jego syna Ismaila (1554) doszło do walki w łonie dynastii Suri, której członkowie podzielili między siebie imperium. Moment ten wykorzystał Humajun, by wkroczyć do Indii, podobnie jak jego ojciec prawie 30 lat wcześniej. W bitwie pod Sirhindem Sikandar Suri został pobity i Humajun w lipcu 1555 roku, po 15 latach wygnania, wkroczył do Delhi. Wkrótce odzyskał także Agrę. Szczęśliwy z odzyskania dziedzictwa Humajun zaczął zajmować się swoimi pasjami: astrologią i poezją, oraz planami przebudowy administracji imperium. Przeciw niemu zbierały się jednak armie wrogów – zarówno muzułmanów, zwolenników dynastii Suri, jak i hindusów, którzy pod wodzą zdolnego ministra Himu chcieli usunąć muzułmanów z Delhi. Padyszach nie doczekał się jednak rozstrzygającego starcia. Zginął w wyniku nieszczęśliwego upadku, gdy schodził po drabinie ze swojego punktu obserwacyjnego. Dziedzicem imperium został 13-letni wówczas Akbar, który wraz z armią, dowodzoną przez Bairama Chana przebywał w Pendżabie.

### Następca Babura

#### Początki panowania
Akbar rozpoczął panowanie w momencie, w którym północne Indie znajdowały się w stanie chaosu. Rozpadające się imperium Suri miało jeszcze wielu zwolenników, a świeżo odzyskana władza Mogołów ograniczała się do niewielkiego obszaru wokół Delhi. Śmierć Humajuna skomplikowała sytuację. Akbar nie skończył nawet 14 lat i brak mu było doświadczenia w rządzeniu. Wychowywany w haremie przez kobiety był chłopcem rozpuszczonym, choć inteligentnym.  Rolę faktycznego regenta objął początkowo dowódca armii Bairam Chan. Na wieść o śmierci padyszacha, były hinduski minister na dworze Surich – Himu, zebrał potężną armię i zajął Delhi koronując się na króla jako Wikramaditja. Siłę jego armii stanowiła duża liczba słoni bojowych. Mimo tego Bairam Chan zdołał rozgromić hinduską armię w wielkiej bitwie pod Panipatem (5 listopada 1556). Akbar mógł wkroczyć do Delhi i Agry, która na wiele lat miała stać się jego główną siedzibą. Po umocnieniu w stolicy Bairam Chan rozpoczął rozszerzać władzę Akbara na sąsiednie obszary. W 1557 podporządkowano Pendżab pokonując ostatecznie Sikandara Suri. W 1559 Bairam Chan zajął ważne twierdze w Gwalijarze i Adźmerze. Przeciwko zdolnemu, ale i autokratycznemu wodzowi rosła jednak opozycja wśród partii haremowej. Przekonano Akbara, że należy odsunąć zbyt potężnego ministra. W wyniku intryg Bairam zbuntował się, został pokonany i zesłany do Mekki. W drodze na zesłanie zamordowano go (1560).
Wpływy partii haremowej ciążyły jednak Akbarowi. Choć nigdy nie nauczył się pisać i czytać, młody władca wykazywał spore zainteresowanie sprawami państwowymi i nie chciał pozostać narzędziem w ręku innych. Na swego wezyra mianował Atgę Chana z Kabulu. Gdy został on zamordowany przez spiskujących Uzbeków, którzy tworzyli trzon "partii haremowej", Akbar pomścił go rozpędzając tę klikę i przejął ostatecznie osobiste rządy (1561). Jego samodzielność i chęć centralizacji władzy budziła stałą opozycję, z którą będzie musiał się zmagać całe panowanie. Wrodzona inteligencja, zdolność dobierania odpowiednich ludzi na ważne stanowiska oraz umiejętność zjednywania poddanych pozwoliła mu jednak utrzymać samowolę możnych w ryzach.

#### Sojusz z Radźputami
W styczniu 1562 roku Akbar zainicjował ważną zmianę w polityce wobec Radźputów – hinduskich radżów i rodów rycerskich, którzy do tej pory byli zwalczani przez wszystkich muzułmańskich władców północy. Córka radży Bihari Mala z Amberu została żoną Akbara. Co istotne, władca nie nakłaniał małżonki do przyjęcia islamu. Została ona później matką następcy tronu Dżahangira. Kolejni władcy Radźputów uznawali stopniowo władzę Mogoła, wielu zaciągnęło się na służbę w jego armii, w tym jeden z najzdolniejszych wodzów Akbara – Man Singh. Sojusz z Radźputami był ważny, ponieważ uniezależniał Akbara od poparcia ze strony tylko muzułmańskich, zwalczających się nawzajem możnych. Nie wszyscy Radźputowie przeszli jednak na stronę padyszacha, a niektóre fortece Radźputów stanowiły ogniska oporu wobec rosnącej siły imperium. W kolejnych latach Akbar poświęcił wiele energii, by złamać ducha dumnych książąt. W 1567 roku obległ należącą do radżów Mewaru, potężną twierdzę Ćitor. Choć jej władca, Udaja Singh zbiegł, forteca stawiała opór przez wiele miesięcy. Siłami Radźputów dowodził tam Dżaimal Rathor, który nie chciał poddać twierdzy. Została zdobyta dopiero po jego śmierci, w lutym 1568 roku, po tym jak obrońcy dokonali rytualnego dźoharu (samobójstwa). Opór rozwścieczył Akbara, który podobno rozkazał wymordować 30 tys. z okolicznej ludności, a głowy obrońców wmurował w wieżę ku czci swego zwycięstwa. Innym radżom oferował jednak wspaniałomyślne warunki, jeśli tylko poddawali swe twierdze. Tak zajął rok później Ranthambor, a Bikaner i Dźaisalmer uznały jego władzę bez walki. Radźputana stała się prowincją imperium, jedynie władca Mewaru, syn i następca Udaja Singha – Rana Pratap nie pogodził się z tą zwierzchnością i przez wiele lat (1572-97) prowadził partyzancką walkę. Walka Rany była odosobnionym zjawiskiem i nawet jego rodzina przeszła na stronę Mogołów. Radża przeszedł do hinduskiej legendy, zwłaszcza jego zwycięstwo nad garnizonem mogolskim w bitwie pod Dewair w 1582 roku.

#### Walka z opozycją wewnętrzną
Styl rządów i postępowanie Akbara nie podobało się wielu członkom muzułmańskiej elity. Uzbeków i Afganów raził spersjanizowany dwór władcy. Ortodoksyjni muzułmanie potępiali jego tolerancję religijną i przyjmowanie na wysokie stanowiska hindusów. Akbar w 1564 roku zniósł dżizję, nakładany na niewiernych podatek pogłówny, tym samym zrównując ich w prawach z ludnością muzułmańską. Ograniczył też darowizny państwa na cele religijne. Najbardziej jednak przeszkadzała możnym samodzielność władcy. Akbar zreorganizował administrację ograniczając władzę głównych urzędników. Urząd wezyra stracił na znaczeniu, gdyż administrację ziem korony powierzył odpowiedzialnemu przed sobą eunuchowi, Bahlulowi Malikowi. Na czele opozycji stanął gubernator Dźaunpuru Ali Kuli Chan, zwany Chanem Zamanem. Bunt wybuchł w 1565 roku, wspierany przez władcę Bengalu i wiele osób na dworze (m.in. przez wezyra Munima Chana). Pozwoliło to paraliżować przez dłuższy czas poczynania sił cesarskich. Kulminacją walk był najazd Muhammada Hakima na Pendżab. Był on synem stryja Akbara, Karamana z Kabulu i został przez opozycjonistów ogłoszony padyszachem. Dopiero 9 kwietnia 1567 roku wojska cesarskie zadały decydującą klęskę buntownikom pod Kara, gdzie zginął Chan Zaman. Władza Akbara została ostatecznie umocniona, co pozwoliło rozpocząć kolejną fazę podbojów.

### Twórca imperium

#### Zjednoczenie Północy
We wczesnej epoce nowożytnej, podobnie jak w poprzednich wiekach, główną metodą zdobywania ziemi dla swoich stronników w ludnych i zagospodarowanych Indiach był podbój. W świeżo podbitym kraju wywłaszczano dotychczasowych posiadaczy by wynagradzać zasłużonych. Pozwalało to rozładowywać napięcia wewnątrz państwa i odciągało od spisków przeciwko władzy centralnej. Dlatego konsekwencją rozwoju nowego imperium musiało być rozszerzanie jego granic. Jeszcze w latach 60. XVI wieku, Akbar zajął Malwę, gdzie schronili się zbuntowani krewni padyszacha, książęta Mirzowie. W rezultacie jego państwo zaczęło graniczyć m.in. z królestwem Gondów rządzonym przez Rani Durgavati. W 1564 podbił jej państwo. Kolejne lata upłynęły na podporządkowaniu Radźputany i walkę z buntami. Jednak w latach 70. imperium weszło w fazę szybkich podbojów. W latach 1572–73 Akbar wyruszył osobiście na czele wyprawy na bogaty sułtanat Gudźaratu, który zdobył bez większych trudności. Pozwoliło to zająć ważne porty, m.in. Surat, które stały się bramą państwa do handlu oceanicznego. Zarząd Gudźaratu objął najzdolniejszy z ministrów Akbara, radża Todar Mal, który zreformował administrację podbitej prowincji tak dobrze, że potem wdrożono podobne rozwiązania w całym imperium. W tym samym czasie władca Bengalu Daud ufny w swe bogactwa i silną armię przestał płacić Akbarowi zwyczajowy trybut, wyzywając tym samym władzę padyszacha. W 1574 wojska mogolskie zdobyły Patnę, rok później rozbiły armię Dauda pod Tukaroi. Później jednak ugrzęzły na dłużej i dopiero objęcie dowództwa przez Todara Mala w 1575 doprowadziło do podboju Bengalu. Daud zginął w bitwie pod Radźmahal i Bengal stał się prowincją imperium (1576). Długo jednak władza mogolska była tam powierzchowna, a afgańscy możni i posiadacze ziemscy nie chcieli podporządkować się rozkazom z odległej stolicy.

#### Reformy administracyjne i społeczne
Od 1574 wprowadzano stopniowo reformę całego systemu administracyjnego imperium. Zasadnicza faza reform była związana z pełnieniem przez Todara Mala urzędu diwana w latach 1582-89. Językiem oficjalnym na wszystkich szczeblach administracji stał się język perski. Imperium zostało podzielone na prowincje zarządzane przez wicekrólów. Dotychczasowy system lenny dżagir (dożywotnie nadanie ziemi na rzecz feudała) zastąpiono systemem mansab z podziałem na wojskowych i cywilnych urzędników, których można było kontrolować i w dowolnym momencie odwołać lub przenieść. Od 1571, wzorem wielu władców indyjskich, Akbar rozkazał rozpoczęcie budowy od zera nowej stolicy – Fatehpur Sikri. Wzniesiona na zachód od Agry, z dala od rzek, nowa siedziba okazała się jednak niepraktyczna. Mimo architektonicznego rozmachu, wraz ze wzrostem liczby ludności, zaczęła cierpieć na brak wody. Akbar opuścił ją w 1584 roku udając się do Pendżabu z powodu toczonych w Afganistanie kampanii wojennych. Mieszkańcy ostatecznie porzucili ją po 1610 roku. Wraz z przebudową imperium interesowały Akbara również sprawy społeczne. Zakazał obracania jeńców wojennych w niewolników i zniósł opłaty od pielgrzymek. Choć w pełni tolerował religię hinduską jednocześnie zwalczał system kastowy i niektóre zwyczaje, jak sati – samospalenie wdowy na stosie pogrzebowym męża.

#### Reformy religijne
Choć sam niepiśmienny, Akbar zgromadził pokaźną bibliotekę i otaczał się ludźmi uczonymi. Fratehpur Sikri, efemeryczna stolica stała się miejscem osobliwych dysput religijnych, które padyszach zainicjował w 1575 roku w specjalnie do tego wzniesionym domu modłów (ibadat chana). Początkowo dysputy prowadzili muzułmańscy ulemowie, później dopuszczono przedstawicieli innych religii, w tym nawet portugalskich jezuitów. W 1578 Abul Fazl, wezyr, przyjaciel i biograf Akbara zaproponował by uznać cesarza za najwyższy autorytet w sprawach wiary. Od 1579 roku Akbar rzeczywiście zaczął występować w roli imama i wydano dokument uznający go za nieomylnego w sprawach religijnych. Pozwoliło to Akbarowi przejąć ściślejszą kontrolę nad nadaniami religijnymi. Prawdziwym celem tych zmian i dyskusji religijnych było ogłoszenie nowego, synkretycznego wyznania. W 1582 roku ogłoszono wprowadzenie din-i-Ilahi, czyli „religii bożej” mającej połączyć wszystkich ludzi dobrej woli. Din-i-Ilahi  łączyło cechy doktrynalne i rytualne islamu, hinduizmu i zoroastryzmu oraz innych wierzeń. Przyznawało zaś Akbarowi rolę półboską. Nowa religia nie była jednak nikomu narzucana i poza wąskim kręgiem dworskim nie przyjęła się wśród poddanych. Mimo tego i pomimo ataków ze strony ortodoksyjnych muzułmanów zarzucających władcy herezję, din-i-Ilahi spełniło swą rolę zbudowania za życia legendy władcy. Prestiż Akbara mocno wzrósł, a cesarz zyskał boskie usankcjonowanie swej władzy. W 1593 r. padyszach wprowadził ustawę sankcjonującą pełną wolność kultu, co wyróżniało jego państwo na tle epoki:
Gdyby jakiś niewierny chciał zbudować kościół albo synagogę, albo świątynię dla jakiegoś bóstwa, albo parsyjską wieżę milczenia, nikt nie może mu w tym przeszkodzić.

#### Podboje na zachodzie i południu
Choć przez lata uwagę Akbara zajmowało organizowanie indyjskiego imperium, nigdy nie zapomniał, skąd pochodzi jego dynastia, i nie przestawał myśleć o odzyskaniu ziem swych przodków w Azji Centralnej, w tym Transoksanii z Samarkandą. W 1585 odzyskał Kabul, który od śmierci jego ojca znajdował się w ręku spokrewnionych z nim książąt. Pełne podporządkowanie Afganistanu było jednak trudne, a bez kontroli nad tamtejszymi przełęczami trudno było myśleć o łączności z Transoksanią. W latach 1586–89 dokonał podboju Kaszmiru, którego sułtan stawiał zaciekły opór, tak że po pierwszych niepowodzeniach wojsk mogolskich Akbar musiał stanąć osobiście na czele wyprawy. W latach 1590–91 jego wojska opanowały Sind, trzy lata później narzucił zwierzchnictwo plemionom Beludżystanu. W 1595 Akbar odzyskał Kandahar, który 40 lat wcześniej jego ojciec musiał oddać szachowi perskiemu za jego pomoc w odzyskaniu indyjskiego państwa. W tym samym czasie uwaga Mogołów, tak jak przed wiekami innych zdobywców Indii, skierowana była przede wszystkim w głąb Półwyspu Indyjskiego. W latach 1590–92 Man Singh zdobył Orissę. W 1591 Akbar zażądał uznania jego zwierzchnictwa przez wszystkie sułtanaty dekańskie. Tylko władca Chandeśu się ukorzył, w głąb Dekan ruszyła więc wielka wyprawa wojsk mogolskich. Wojna z pierwszym z sułtanatów dekańskich Ahmadnagarem, toczona w latach 1593-96 nie przyniosła ostatecznego rozstrzygnięcia, choć do państwa Mogołów przyłączono Berar. Wojny w Dekanie miały stać się początkiem problemów w łonie dynastii związanych z wyznaczeniem następstwa tronu.

### Schyłek panowania i problem następstwa
Pokój z Ahmadnagarem trwał krótko, bo już w roku następnym sułtanat zbuntował się nie chcąc uznać narzuconej zwierzchności. Pokonanie go nie mogło przyjść jednak natychmiast, jako że w całych północnych Indiach w latach 1595-7 szerzył się głód i zaraza. Znaczne siły imperium utrzymywane były wciąż na północy, gdzie Akbar liczył na dogodny moment do interwencji w Transoksanii. W końcu jednak cesarz zdecydował się osobiście ruszyć do Dekanu, by definitywnie rozstrzygnąć tamtejszą wojnę. W stolicy władzę powierzył najstarszemu z synów Selimowi, który miał w tym czasie za zadanie rozgromić ostatecznie buntującego się radżę Mewaru. W drodze do Ahmadnagaru wojska Akbara zajęły Chandeś, choć utknęły pod potężną twierdzą Asirgarhu, uważaną wówczas za najdoskonalszą w całych Indiach. Forteca poddała się dopiero po pół roku w wyniku przekupstwa. W tym czasie kolejny syn Akbara Danijal zdołał zdobyć stolicę Ahmadnagaru (sierpień 1600). Sułtanat uznał zwierzchność Mogoła. Akbar utworzył nowe wicekrólestwo Dekanu powierzając w nim władzę Danijalowi, swemu ulubionemu synowi. Dalsze postępy nie były jednak możliwe, bo do Akbara doszła wieść, że jego najstarszy syn Selim nie tylko nie wyruszył przeciw Mewarowi, ale ogłosił się w Allahabadzie niezależnym władcą. Padyszach wezwał z Dekanu armie pod wodzą wiernego przyjaciela Abu Fazla, ten został jednak zamordowany na rozkaz Selima (1602). Do wojny domowej jednak nie doszło i w 1603 roku Akbar uznał najstarszego syna za swego następcę. Danijal, choć był zdolnym wodzem i podobnie jak Akbar miłośnikiem poezji, był również alkoholikiem, co doprowadziło go do przedwczesnej śmierci kilka miesięcy przed Akbarem. Dzięki temu w chwili śmierci Akbara (24/25 października 1605) nie doszło do wojny domowej, choć część możnych z Manem Singhiem na czele popierało kandydaturę zdolnego dowódcę i syna Selima – Chusrou. Po śmierci padyszacha (19 marca 1605) Selim objął władzę jako Nur ud-din Dżahangir Padyszach Ghazi.